# Karácson Imre
Karácson Imre (Torna, 1863. február 19. – Konstantinápoly, 1911. május 2.) teológiai doktor, tanítóképző intézet igazgató, történész, orientalista, katolikus pap.

## Élete
A középiskolákat Veszprémben, Sopronban és Győrben végezte. Mint győrmegyei növendékpapot a teológiai tanulmányokra püspöke a Budapesti Tudományegyetemre küldte. Ugyanott hallgatta a neveléstudományi előadásokat is. Egyetemistaként előszeretettel tanulta a keleti nyelveket, különösen az arab és török nyelvet. 1885. július 6-án áldozópappá szentelték föl Győrben és másfél évig segédlelkész volt Gyömrőn, azután pedig a győri kisebb seminariumban tanulmányi felügyelő lett. 1888-ban a Budapesti Tudományegyetemen teológiai doktori oklevelet nyert. 1889-ben lett a győri királyi katholikus tanítóképző tanára s 1891 óta ugyanannak igazgatója. A keleti nyelvek elsajátításának érdekében két ízben nagyobb utazást tett a Balkán-félszigeten és Kis-Ázsiában, különösen több időt töltött Konstantinápolyban, ahol 1911-ben elhunyt.
Cikkei a M. Nyelvőrben (1884-85. Tájszók és szólásmódok): a Kath. Hetilapban (1885. Boistwain, tört. elb. francziából); a M. Sionban (1887. Az összehasonlító vallástudomány jelen állása és eddig elért eredményei); a Győri Hirlapban (1890. Magyar történelem a török íróknál, számos útleírás, franczia s török fordítások sat.); a Kath. Szemlében (1890. Darboy érsek végnapjai, Janus Pannonius élete s művei, 1894. A mohácsi mező, Nigjar Khanum, imádság ford. 1895. Szinaszi effendi Divanjából és meséiből ford.) a Hadtörténelmi Közleményekben (I. Rákóczi György 1636. háborúja. Naima török író művéből fordítva); a Hittudományi folyóiratban (1890. A házasság gyökeres érvényesítésének jogalapja, A titokfegyelem az ősegyházban sat.); a győrvidéki tanítóegylet Értesítőjében (A keletről és a kelet iskoláiról c. felolvasása); írt még a Borromaeusba (egyházi beszédek) és a Pallas Nagy Lexikonának is munkatársa.

## Munkái
1. A XI. és XII. századbeli magyarországi zsinatok és azoknak a külföldi zsinatokhoz viszonya, Győr, 1888, (Ism. Kath. Szemle, Századok 838. 1.)
2. III. Károly háborúja a törökökkel 1737-39. Budapest, 1892, In: Sakir bej és Subbi török történetírók könyvének e háborúra vontkozó fejezetei, (Törökből ford. Különny, a Hadtörténelmi közleményekből)
3. A muhamedanizmus és a kereszténység, Budapest, 1892
4. Két török diplomata Magyarországról a XVIII. században, Budapest, 1894, (Sz. István-társulat kiadványai 3.)
5. Szent Imre herczeg, Élet és jellemrajz Függelékül a Szent Imréről szóló régi hymnusok. Győr, 1894
6. Szent László király, Győr, 1895
7. Török levéltárak (Századok, 1907)
8. A Rákóczi-emigráczió török okmányai (Budapest, 1911) Online
9. Török–magyar oklevéltár; hagyatékából kiadta Thallóczy Lajos, Krcsmárik János és Szekfű Gyula, (Budapest, 1914)
10. Török történetírók III., Szekfű Gyulával (Budapest, 1916)